# Gene Raymond

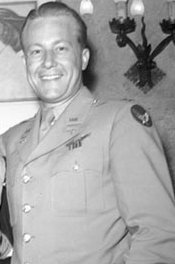
Gene Raymond in Militäruniform (1945)

Gene Raymond (* 13. August 1908 in New York City, New York als Raymond Guion; † 3. Mai 1998 in Los Angeles, Kalifornien) war ein US-amerikanischer Theater-, Film- und Fernsehschauspieler, der in Filmen der 1930er-Jahre meist den Geliebten oder Ehemann der Hauptfigur verkörperte.

## Leben und Karriere
Gene Raymond begann seine Schauspielkarriere schon als Kind und gab mit zwölf Jahren sein Debüt am Broadway. Im Stück Cradle Snatchers spielte er 1925 an der Seite des jungen Humphrey Bogart, das Stück war ein großer Erfolg und lief zwei Jahre am Broadway.
Der blonde, blauäugige Schauspieler gelangte 1931 nach Hollywood und übernahm schon in seinem ersten Film Personal Maid an der Seite Nancy Carroll eine größere Rolle. Seinen endgültigen Durchbruch erlebte Raymond aber mit dem Film Dschungel im Sturm, in dem er den betrogenen Ehegatten von Mary Astor verkörpert. In den nächsten Jahren spielte er oft den Geliebten oder Ehemann von Leinwanddiven wie Bette Davis, Joan Crawford, Dolores del Río (wobei in dem Film Carioca (1933), zum ersten Mal, als Nebendarsteller Ginger Rogers und Fred Astaire mitwirkten), Kay Francis und Loretta Young. Deren Popularität konnte Raymond allerdings nie erreichen. Zu seinen bekanntesten Filmen dieser Zeit gehören Spätere Heirat ausgeschlossen, Carioca und Sadie McKee. Oft wurde Raymond wegen seiner guten Stimme in Musicals eingesetzt, wo er auch Gesangsparts hatte.
Abseits der Kamera heiratete er 1937 die Schauspielerin Jeanette MacDonald, mit der er 1941 im Film Smilin' Through auftrat. Er betätigte sich auch als Schriftsteller von Kurzgeschichten. Für seine Karriere zum Nachteil wurden Gerüchte über seine angebliche Bisexualität, sodass er ab 1938 für drei Jahre in keinem Film mehr auftrat. Er wurde mehrmals wegen sexueller Kontakte mit Männern inhaftiert. Dennoch galt seine Ehe mit MacDonald als insgesamt glücklich und hielt bis zu MacDonalds Tod im Jahr 1965, wobei Raymond sie in ihren letzten Lebensjahren pflegte.
1941 schaffte er mit einer größeren Rolle in Alfred Hitchcocks Komödie Mr. und Mrs. Smith neben Carole Lombard und Robert Montgomery ein erfolgreiches Comeback. Er verkörperte den Verlobten von Lombard, deren Hochzeit mit ihm von Montgomerys Figur sabotiert wird. Nach einer weiteren Karriereunterbrechung durch seinen Kriegseinsatz als Pilot im Zweiten Weltkrieg konnte Raymond nicht mehr an alte Erfolge anknüpfen. Ein Comebackversuch mit dem Film Million Dollar Weekend (1949), bei dem Raymond als Regisseur, Autor und Hauptdarsteller in Personalunion fungierte, wurde ein finanzieller Misserfolg. Er trat den Rest seiner Karriere nur noch in Fernsehproduktionen oder in wenigen, zumeist kleineren Kinofilmen auf. Insgesamt übernahm er bis 1975 insgesamt fast 100 Film- und Fernsehrollen.
1974 heiratete der Witwer in zweiter Ehe Nel Hees, mit der er bis zu ihrem Tod im Jahre 1995 verheiratet blieb. Gene Raymond starb drei Monate vor seinem 90. Geburtstag an einer Lungenentzündung. Er liegt auf dem Prominentenfriedhof Forest Lawn Memorial Park in Glendale bestattet. Er wurde mit zwei Sternen auf dem Hollywood Walk of Fame geehrt.

## Filmografie (Auswahl)
- 1931: Personal Maid
- 1932: Der Abend des 13. Juni (The Night of June 13th)
- 1932: Dschungel im Sturm (Red Dust)
- 1932: Wenn ich eine Million hätte (If I Had a Million)
- 1932: Spätere Heirat ausgeschlossen (Ex-Lady)
- 1933: Zoo in Budapest
- 1933: The House on 56th Street
- 1933: Carioca (Flying Down to Rio)
- 1933: Ich bin Susanne (I Am Suzanne!)
- 1934: Coming Out Party
- 1934: Sadie McKee
- 1935: Seven Keys to Baldpate
- 1936: Smartest Girl in Town
- 1936: That Girl from Paris
- 1938: Stolen Heaven
- 1940: Cross-Country Romance
- 1941: Mr. und Mrs. Smith (Mr. & Mrs. Smith)
- 1941: Im Banne der Vergangenheit (Smilin Through’)
- 1946: The Locket
- 1948: Million Dollar Weekend (auch Regie und Drehbuch)
- 1950/1952: Pulitzer Prize Playhouse (Fernsehserie, 2 Folgen)
- 1955: In Frisco vor Anker (Hit the Deck)
- 1956–1958: Matinee Theatre (Fernsehserie, 8 Folgen)
- 1957: Großalarm bei FBI (Plunder Road)
- 1963: The Outer Limits (Fernsehserie, Folge The Borderland)
- 1963–1965: Preston & Preston (The Defenders; Fernsehserie, 3 Folgen)
- 1964: Der Kandidat (The Best Man)
- 1964: Einbahnstraße in den Tod (The Hanged Man, Fernsehfilm)
- 1964: So bändigt man Eva (I’d Rather be Rich)
- 1965: Solo für O.N.C.E.L. (The Man from U.N.C.L.E.; Fernsehserie, The Secret Sceptre Affair)
- 1968: Der Chef (Ironside; Fernsehserie, 2 Folgen)
- 1969: Mannix (Fernsehserie, Folge Missing: Sun and Sky)
- 1969: Fünf blutige Gräber (Five Bloody Graves)
- 1972: Notruf California (Emergency!; Fernsehserie, Folge Publicity Hound)
- 1975: Der Unsichtbare (The Invisible Man; Fernsehserie, Folge Man of Influence)
- 1976: McNaughton's Daughter (Fernseh-Miniserie, Folge Love Is a Four-Letter Word)